# Аяшур
Аяшур (удм. Акмар) — деревня в Селтинском районе Удмуртской республики.

## География
Находится в западной части Удмуртии на расстоянии приблизительно 10 км на юг-юго-запад по прямой от районного центра села Селты.

## История
Известна с 1802 года как починок Аяшур с 9 дворами. В 1873 году здесь (починок Аяшур или Акмагурт) учтено 17 дворов, в 1893 (Акмарово) — 34, в 1905 (уже деревня Аяшур) — 41, в 1920 — 51 (10 русских и 41 удмуртский), в 1924 — 45. До 2021 года входила в состав Сюромошурского сельского поселения.

## Население
Постоянное население составляло 43 мужчины (1802, удмурты), 150 человек (1873), 213 (1893, удмурты 187, русские — 26), 305 (1905), 352 (1924), 37 человек в 2002 году (удмурты 86 %), 37 в 2012.